# Lamkuk
Lamkuk is een bestuurslaag in het regentschap Aceh Besar van de provincie Atjeh, Indonesië. Lamkuk telt 298 inwoners (volkstelling 2010).